# Prvenstvo Jugoslavije u hokeju na travi 1955.
Jugoslavensko prvenstvo u hokeju na travi za 1955. godinu je osvojio šesti put u nizu Jedinstvo iz Zagreba.

## Ljestvica
| mj. | klub                         | ut. | pob. | rem. | por. | po.g | pr.g | bod |
| --- | ---------------------------- | --- | ---- | ---- | ---- | ---- | ---- | --- |
| 1.  | Jedinstvo Zagreb             | 3   | 3    | 0    | 0    | 8    | 0    | 6   |
| 2.  | Elektrostroj Zagreb          | 3   | 2    | 0    | 1    | 6    | 4    | 4   |
| 3.  | Željezničar Karlovac         | 3   | 1    | 0    | 2    | 6    | 3    | 2   |
| 4.  | Električna centrala Subotica | 3   | 0    | 0    | 3    | 2    | 15   | 0   |